# 中華民国の大量破壊兵器
中華民国（台湾）は、いかなる大量破壊兵器も所持していないと主張している。現在、中華民国が化学兵器や核兵器を所持しているという証拠はない。しかし過去に核開発を目指していたことが知られている。

## 核兵器

### 研究計画
過去には台湾による核兵器の開発疑惑が存在した。しかしアメリカ合衆国は台湾海峡の緊張の高まりを望んでおらず、過去、一貫して台湾による核武装に反対の立場を取ってきた。現在、台湾は核不拡散条約を批准、現在では核兵器製造の意図はないと宣言している。しかし、過去に研究計画があったことから、台湾を"潜在的核保有国"であると見なす向きが（特に台湾問題で対立する中国には）ある。
1967年、台湾の核開発計画は、台湾の軍事研究所である中山科学研究院（チュンサン—、英：Chung-Shan Institute of Science and Technology）に設立された、原子力研究機関（英：Institute of Nuclear Energy Research (INER)）のもとで始められた。当時、平和利用のためにカナダから実験用反応炉やアメリカから低濃度のプルトニウムなどを含む、核技術・核物質を得たと言われている。しかし、それらは実際には核兵器を開発するために使われていた。
1970年代には、重水炉を使ってプルトニウムを製造する計画が進行していた。しかし、国際原子力機関（IAEA）が、台湾が兵器級のプルトニウムを製造しようとしている証拠を掴むと、1976年にアメリカは軍事協力の停止などをちらつかせた圧力を掛け、台湾の指導者たちに対し核兵器開発計画の放棄を求めた。米国の諜報機関が掴んだ情報によると、台湾は核実験に使用できる装置を設計していたとも考えられている。
1980年代にも核兵器開発計画があったが、アメリカに亡命したINERの張憲義大佐によって秘密計画が暴露され、郝柏村将軍は、台湾の科学者が既に原子炉を製造したと認めた。この計画もアメリカの圧力と総統・李登輝の命令で中断された。
1995年から1996年の台湾海峡ミサイル危機の期間には、李登輝総統が「台湾には核兵器を開発する能力があるが、必要かどうか慎重に検討せねばならない」と発言して、中国を牽制。実際の開発実施はされなかった。
2007年になって、台湾の陳水扁総統は過去に核開発計画を進めていたことを公式に認めた。

### 現在の状況
現在、台湾が核兵器を所持しているという証拠もないし、進行中の計画もないと考えられている。ウラン濃縮やプルトニウム生産のための一般的な技術力はあると考えられているものの、現在台湾に建設されている原子力プラントは、全て輸入された濃縮ウランを使用している。またそれらはIAEAの査察を受けており、2006年にはIAEAは台湾を「すべての核燃料が原子力発電で平和用途に使用されている」国家のリストに加えている。
中華人民共和国は、台湾が核兵器を所持しようとするなら即座に攻撃を実施すると宣言している。また、中国に対する抑止力となるほどの核戦力を得るためには数100発の核弾頭、および中国全土およそ4000kmを射程に入れられる長距離弾道ミサイルをそれと同じ数だけ配備しなければならず、それが準備できなければ核兵器の開発は、むしろ中国に対する挑発行為となる可能性がある。中国は台湾問題を国内問題と位置付けており、中国による核先制攻撃の可能性も低いからである。また、核兵器の強硬開発は国際社会から非難され、特に同盟国であるアメリカが台湾を見棄てて、中国による併合を見逃がす結果に繋がる可能性すらある。この意味でも、台湾が今後核武装に踏み切る可能性は低いと思われている。

## 条約の批准状況
台湾は生物・化学兵器を禁じるジュネーヴ議定書を1929年8月7日に、核不拡散条約を1970年に批准している。1971年に、国連で中華人民共和国政府のみが中国の唯一の正当な政府だと決議されてからは、台湾はいかなる国際条約に加入することもできなくなった。台湾の帰属問題から、台湾は生物兵器禁止条約にも化学兵器禁止条約にも加入することを許されていないが、それにもかかわらず台湾政府は両条約を遵守すると表明している。